# Deep Purple (1980)
O Deep Purple de 1980, também conhecido como "New Deep Purple" ou ainda "Bogus Deep Purple", foi uma banda criada no ano de 1980 que usava de forma indevida o nome da banda Deep Purple. O principal envolvido foi o ex-vocalista e um dos fundadores do Deep Purple original, Rod Evans.

## Antecedentes
Em 1976 o Deep Purple passava por uma fase ruim, com apresentações abaixo do nível e problemas com drogas, principalmente por parte dos então baixista Glenn Hughes e o guitarrista Tommy Bolin. No dia 15 de março, Glenn Hughes chegou a pedir desculpas à plateia pelo fato da banda "não estar tocando muito bem". Depois do show, o então vocalista David Coverdale entrou no camarim anunciando que estava saindo da banda, e ouviu dos colegas que naquele momento nem existia mais alguma banda para ele abandonar. Ainda em 1976, a banda se desfez e o guitarrista Tommy Bolin morreu de overdose no mês de dezembro, aos 25 anos.

## História
Em 1980, o ex-vocalista da primeira formação do Deep Purple, Rod Evans, estava afastado da música desde 1973, depois de abandonar a banda Captain Beyond após dois álbuns de pouco sucesso. Ele trabalhava na área médica quando foi procurado por Steve Greenberg, empresário envolvido em falcatruas envolvendo nomes de bandas famosas , e que já tinha sido processado pelo uso indevido do nome Steppenwolf.
Green pensava em reunir novamente o Deep Purple, que na época causava muita especulação na imprensa sobre uma possível volta. Além de Evans,  o ex-baixista Nick Simper também foi procurado, mas recusou ao perceber que tratava-se de uma farsa. Outros ex-integrantes teriam sido procurados e recusado pelo mesmo motivo. Evans aceitou a reunião por achar que reiniciaria sua carreira musical, e para o restante da banda foram escolhidos músicos desconhecidos que já haviam trabalhado com Green no falso Steppenwolf: Tony Flynn (guitarra), Tom de Rivera (baixo), Dick Jurgens III (bateria) e Geoff Emery (teclados). 
Sem se importarem com o fato da marca Deep Purple já ter sido registrada, os autores do golpe registraram no escritório de patentes na California a marca "Deep Purple". A manobra de Green para escapar de um possível processo foi colocar Evans como único acionista da banda, e portanto, o único que poderia ser levado aos tribunais, sendo os demais membros meros funcionários da lista de salários.
Tendo a banda formada incialmente com o nome "New Deep Purple", a banda fez seus primeiros ensaios no Amarillo Civic Center, Texas. Começaram uma turnê nos EUA e no México, agendando datas e estampando o nome Deep Purple nos cartazes dos shows, sem o "new". Apesar das claras evidências de que o Deep Purple não havia se reunido, a falsa banda conseguiu agendar vários shows.

## Disco
O New Deep Purple tinha também intenção de gravar um disco, que seria lançado em novembro de 1980. As únicas faixas conhecidas seriam "Blood Blister" and "Brum Doogie", mas as fitas se perderam. 

## Trajetória
Durante alguns meses, fãs desavisados acreditaram na banda devido à presença de Rod Evans. Entretanto, fãs mais alertas descobriram o golpe e apelidaram a banda de "Bogus Deep Purple" (literalmente, "Deep Purple de mentira"). Além dos shows, a banda ainda aprecia na TV.  
Antes de serem processados pelo empresário do verdadeiro Deep Purple, a banda conseguiu realizar poucos shows nos EUA, Canadá e México entre maio e setembro de 1980, todos com baixa audiência e que terminaram em tumulto e quebra-quebra. Não apenas por não serem os verdadeiros Deep Purple, mas também por tocarem mal. Apesar de ter feito parte do Deep Purple real, Rod Evans mostrava-se um vocalista limitado, sem a força dos substitutos Ian Gillan e David Coverdale. 
Durante um show no dia 12 de agosto de 1980 em Quebec, Canadá, a banda começou a tocar Might Just Take Your Life quando Evans anunciou: essa é uma do nosso álbum Burn. A plateia começou a vaiar e a jogar objetos no palco. Ao final da canção, o microfone de Rod pifou. A banda começou a tocar Wring That Neck, uma canção instrumental, para que o microfone fosse arrumado. A plateia, impaciente, vaiava cada vez mais alto. Rod voltou anunciando Space Truckin, quando uma pessoa que estava no balcão do Capitol Theatre jogou de lá uma cadeira, que caiu perto da bateria. Rod deixou o palco. A banda tentava terminar a canção sem os vocais quando outra cadeira foi jogada, desta vez atingindo a bateria. A plateia aplaudiu fortemente o acontecido. A banda deixou o palco. Após um momento, Tony Flynn retornou, pegou o microfone e gritou: quem quiser ver o verdadeiro Deep Purple está convidado a ficar. O resto de vocês, vão se f..., causando revolta na plateia que continuava vaiando e jogando mais objetos. Tony sai do palco e não volta, assim como o restante da banda.
Em agosto de 1980, os empresários do verdadeiro Deep Purple já tinham tomado conhecimento da falsa banda e tomava providências para fazer aquela banda parar. Em 19 de agosto de 1980, havia um show agendado em  Long Beach, na Califórnia. O primeiro passo foi publicar um alerta de meia página nos jornais que aquele show não contaria com os ex-membros Ritchie Blackmore, David Coverdale, Ian Gillan, Roger Glover, Glenn Hughes (grafado incorretamente com apenas um n), Jon Lord e Ian Paice, logo abaixo do anúncio onde constava The New Deep Purple featuring Rod Evans.
Na Cidade do México, em 28 de junho de 1980, um estádio de rugby onde ocorreu um show teve as portas e os gols quebrados. Em outro show em Somersett (Massachusetts), parte das 300 pessoas presentes na plateia tentou agredir os integrantes da banda.
Um fã relatou que durante um show em Nova York, ao entrarem no palco, os músicos foram recebidos com garrafas de cerveja jogadas ao palco.

## Processo
Rod Evans, bem como os responsáveis pelo golpe, foi processado pelo indevido uso do nome.  De todos os envolvidos, Rod foi o mais prejudicado, sendo condenado a pagar 672.000 dólares pelos danos causados ((US$2.085.208 em valores de 2019). Por não ter como pagar esta quantia, foi penalizado com a perda dos royalties de todos os álbuns e singles da primeira formação (Mark I) do Deep Purple, nos quais havia participado. Isso praticamente encerrou a carreira dele como músico, já que qualquer dinheiro que futuramente ganhasse se apresentando teria que ser pago no processo, e desde então não recebe mais qualquer quantia pelo seu trabalho com o Deep Purple.
Jon Lord deixou claro que o processo não foi pelo dinheiro, mas para salvar o bom nome do Deep Purple. Paice declarou: Nós não ficamos com o dinheiro, foi tudo para os advogados envolvidos no processo. Mas a única chance de fazer aquela banda parar foi processando Rod. Lord reconheceu que não gostou de ter que testemunhar contra Rod no tribunal, e o culpou por "ser bobo".
Também há notícias de que os "New Deep Purple" foram obrigados a indenizar as casas de espetáculos onde ocorreram os shows.

## Consequências
Depois do ocorrido, Rod Evans nunca mais apareceu em público, voltando a trabalhar na área médica. O co-fundador do Captain Beyond Bobby Caldwell afirmou que gostaria de tê-lo em algum show da banda, mas sabia que Rod tinha perdido o interesse pela música. Contou ainda, numa entrevista em 2015 que mantinha contato com Evans e que ele estava "indo bem".
O verdadeiro Deep Purple, com a clássica formação Mark II (Ian Gillan, Roger Glover, Ritchie Blackmore, Jon Lord e Ian Paice) reuniu-se apenas em 1984, quando lançou o álbum Perfect Strangers.
Em 2016, o Deep Purple foi indicado ao Rock And Roll Hall Of Fame. Rod foi indicado, mas não compareceu à cerimônia e ninguém foi buscar o prêmio.
O único registro conhecido do New Deep Purple é um vídeo gravado por um canal de TV do México, no qual aparecem tocando Smoke on the Water.